# Rotting Christ
Rotting Christ (v překladu hnijící Kristus) je řecká metalová kapela, která byla založena roku 1987 ve městě Athény. Ve svých počátcích hrála grindcore, poté se přeorientovala na black metal a později přidala do své tvorby další vlivy. Sakis Tolis, Themis Tolis a Jim "Mutilator" Patsuris hráli společně od roku 1985 v kapele Black Church. Tu v roce 1987 přejmenovali na Rotting Christ.
Jejich prvotní dlouhohrající deska se jmenuje Thy Mighty Contract a byla vydána v roce 1993 francouzskou vydavatelskou firmou Osmose Productions. Další dlouhohrající album z roku 1994 Non Serviam už vyšlo pod řeckou firmou Unisound Records (dříve Decapitated Records) a třetí LP Triarchy of the Lost Lovers z roku 1996 se zrealizovalo ve spolupráci s Century Media.

## Logo
Ve jedné verzi loga je nápis Rotting Christ stylizován písmeny, které vypadají jako kořeny. Písmeno T ve slově Christ má navíc podobu obráceného kříže. Druhá verze je ve stylu gotického písma.

## Diskografie

### Dema
- Leprosy of Death (1988)
- Decline's Return (1989)
- Satanas Tedeum (1989)[3]
- Ade's Winds (1992)

### Studiová alba
- Thy Mighty Contract (1993, Osmose Productions)
- Non Serviam (1994, Unisound Records)
- Triarchy of the Lost Lovers (1996, Century Media)[5]
- A Dead Poem (1997, Century Media)
- Sleep of the Angels (1999, Century Media)
- Khronos (2000, Century Media)
- Genesis (2002, Century Media)
- Sanctus Diavolos (2004, Century Media)
- Theogonia (2007, Season of Mist)
- Aealo (2010, Season of Mist)
- Κατά τον δαίμονα εαυτού (2013, Season of Mist)
- Rituals (2016, Season of Mist)
- The Heretics (2019, Season of Mist)
- Pro Xristou (2024, Season of Mist)

### EP
- Passage to Arcturo (1991)[2]
- Der perfekte Traum (1999)
- Promo 1995 (2013)

### Kompilace
- The Mystical Meeting (1995)
- Passage to Arcturo + Non Serviam (2006)
- Thanatiphoro Anthologio (2007)
- Semigods of the Serpent Cult (2009)
- 25 Years: The Path of Evil Existence (2014)

### Živé nahrávky
- Lucifer over Athens (2015)